# Plaza de España (Sevilla)
La plaza de España es un conjunto arquitectónico enclavado en el parque de María Luisa de la ciudad de Sevilla (Andalucía, España). Fue proyectada por el arquitecto Aníbal González. Se levantó entre 1914 y 1929 y es la construcción más grande de la Exposición Iberoamericana de 1929.
Es una plaza semicircular con un gran edificio central que alberga un cuartel general del Ejército de Tierra, galerías con estructuras que albergan escaleras monumentales y, en los extremos, dos edificios con torres que albergan organismos estatales. Tiene una ría atravesada por cuatro puentes y una fuente central. Está decorada con 48 bancos dedicados a las provincias españolas, 52 medallones personajes ilustres de la historia de España y escudos heráldicos.
En una de las galerías está la entrada al Museo Histórico Militar de Sevilla.
En julio de 2023 fue declarada bien de interés cultural.

## Gestación del proyecto

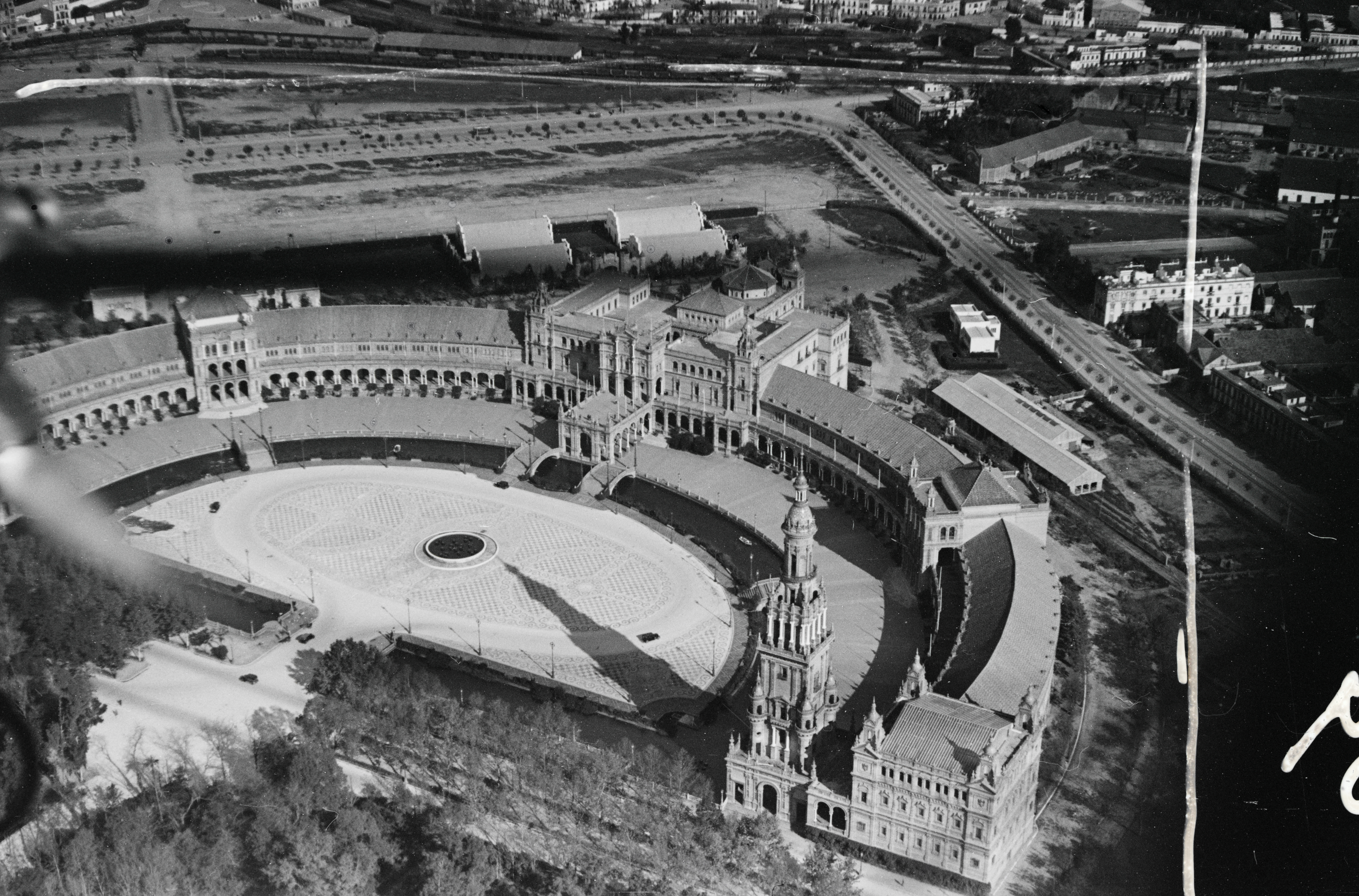
Vista aérea de la plaza en 1932.

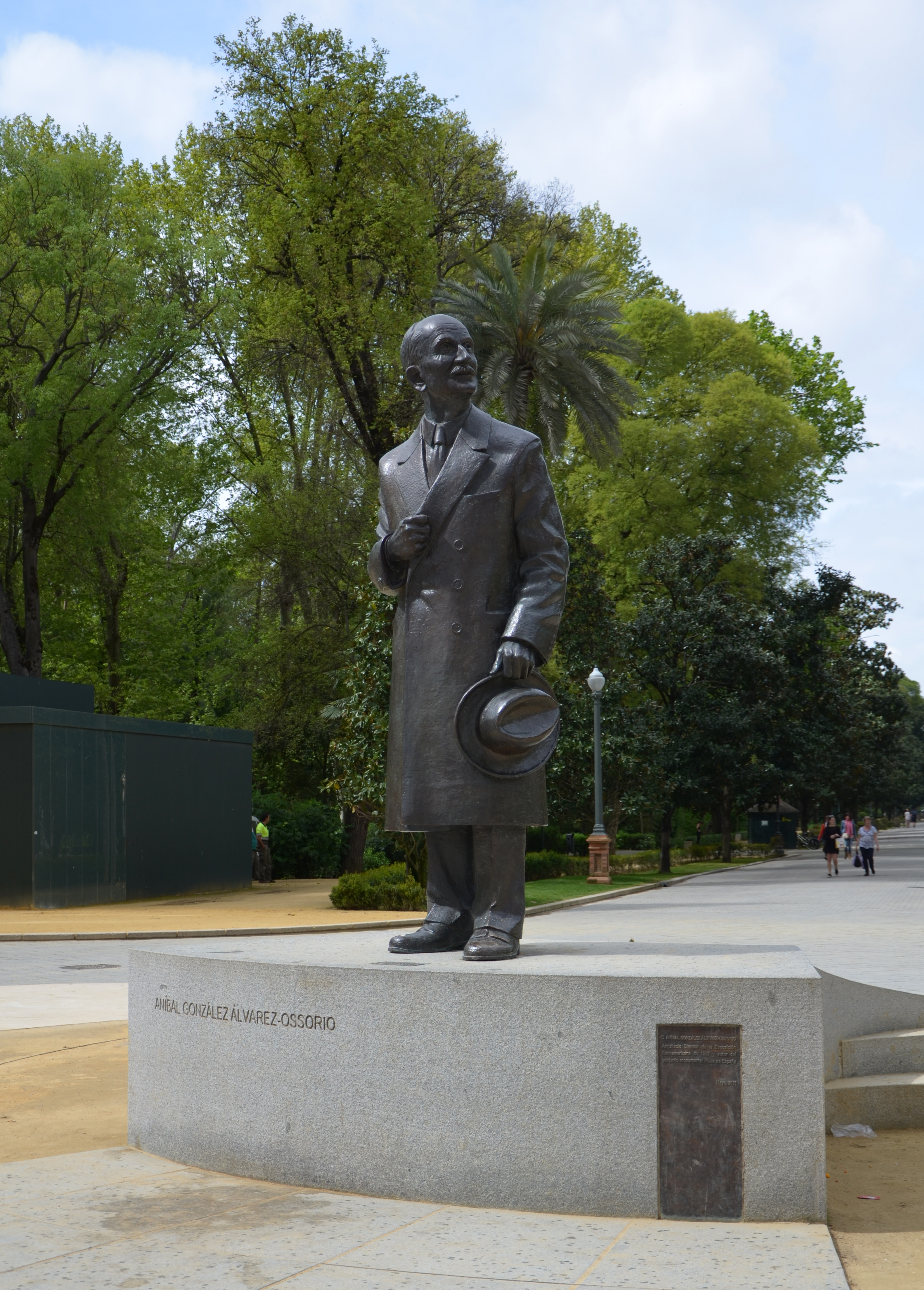
En 2011 fue colocada una estatua de bronce del arquitecto Aníbal González frente a la plaza, con un basamento de granito y una rampa. Se creó así la glorieta de Aníbal González.

El 6 de noviembre de 1910 se creó el Comité Ejecutivo de la que entonces era conocida como Exposición Hispano-Americana. Este convocó un concurso para el diseño arquitectónico de la muestra el 5 de abril de 1911. La convocatoria fue cerrada el 1 de septiembre de 1911. Se debían presentar proyectos de diez pabellones y una gran superficie deportiva como el Stadium de la Exposición Panamericana de Búfalo de 1901 y la gran pista rectangular que se había construido en la Exposición Regional Valenciana de 1909. De estos pabellones, dos deberían ser permanentes y se usarían para exponer obras de bellas artes (el actual Museo Arqueológico) e industrias diversas (el actual Museo de Artes y Costumbres) respectivamente. Debía abarcar el entorno del huerto de la Mariana.
El ganador del concurso fue el arquitecto Aníbal González. Este planteó una serie de plazas semicirculares, cuadradas, mixtilíneas o elípticas unidas por una vía principal que bordeaba los jardines del Palacio de San Telmo. Estos jardines fueron donados a la ciudad por la infanta María Luisa y fueron adaptados como parque por el ingeniero francés Jean-Claude Nicolas Forestier. En el huerto de la Mariana, González planeó los dos pabellones permanentes y un Stadium con forma de anfiteatro con una pista y un campo deportivo rodeados por dos plantas de graderío.
En 1911 la Real Academia de Bellas Artes de Santa Isabel de Hungría pidió que el Pabellón Real también fuese permanente como muestra de agradecimiento a la Corona por su colaboración con la exposición. Esta petición se aceptó sin problemas y González decidió colocar el Pabellón Real en el huerto de la Mariana, junto a los otros dos pabellones permanentes, creando la que llamó inicialmente Plaza de Honor (que luego se llamó Plaza de América) y buscó una nueva ubicación para el Stadium al nordeste. En una reunión el 16 de mayo de 1913 el Comité Ejecutivo aprobó la ubicación definitiva de los pabellones de la Plaza de América y el traslado del Stadium a la huerta del Carmen, en terrenos de la Junta de Obras del Puerto, lo que implicaba aplazar su construcción. Donde iba a estar el Stadium se previó construir el Palacio de Actos y Fiestas en un espacio que se llamó Plaza de España.
El 14 de julio de 1914 Aníbal González presentó el primer diseño de la Plaza de España. Dispuso la plaza hacia poniente y abierta al parque. Tendría una gran explanada central y una ría semielíptica con ocho puentes. En el fondo se situarían el Palacio de Actos y Fiestas en el centro y los pabellones de Industrias y Agricultura a izquierda y derecha. Para comunicar los pabellones entre sí diseñó pérgolas en segmentos de círculo. Frente al Palacio de Actos y Fiestas, con fachada convexa, ideó una gran fuente monumental. El proyecto fue aprobado por el Comité Ejecutivo el 31 de julio de 1914.
El ingeniero francés Jean-Claude Nicolas Forestier, que colaboró en el diseño del parque de María Luisa, rechazaba la construcción de la ría por ser Sevilla una ciudad con escasez de agua.

## Construcción

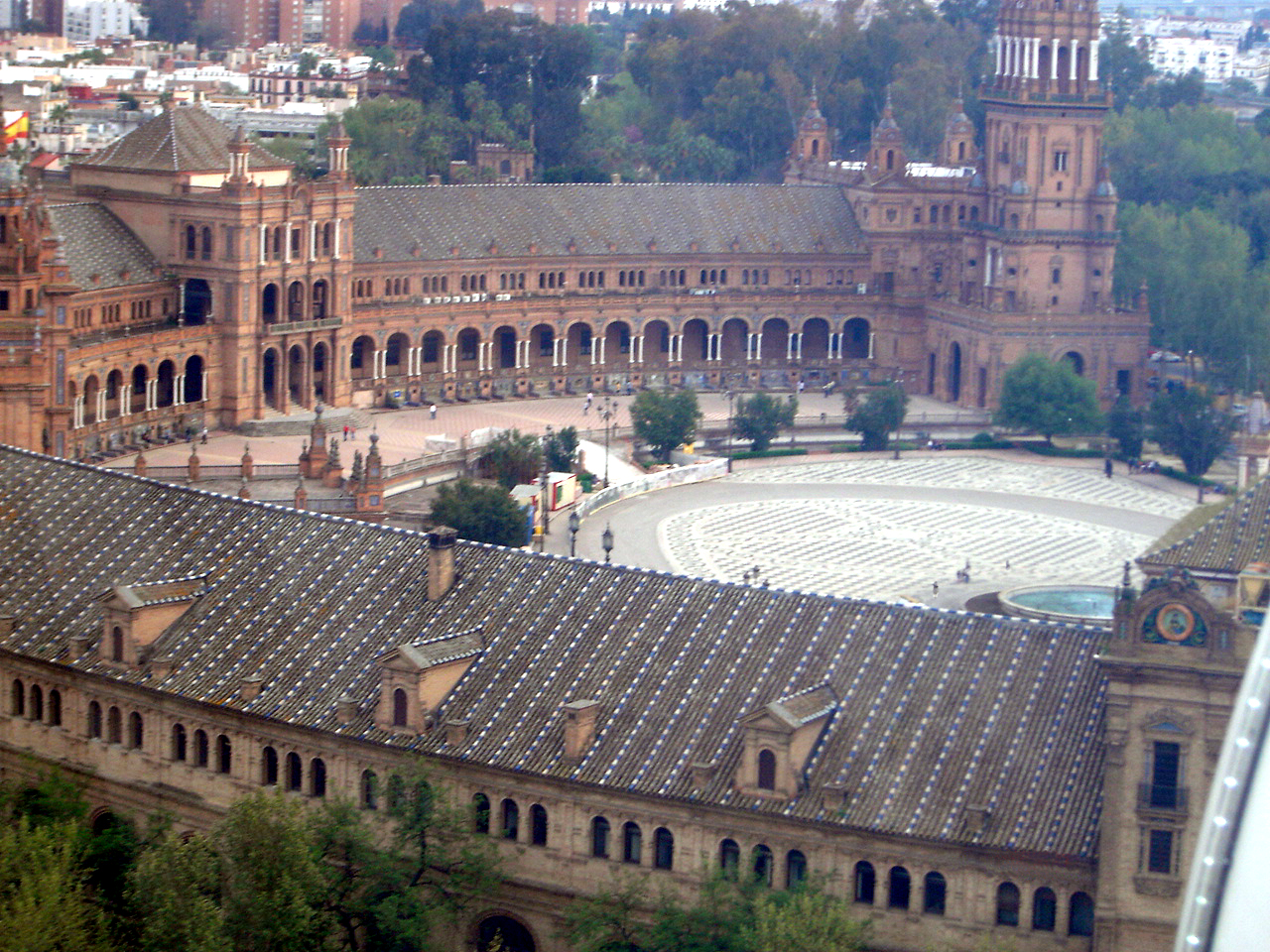
La plaza a vista de pájaro.

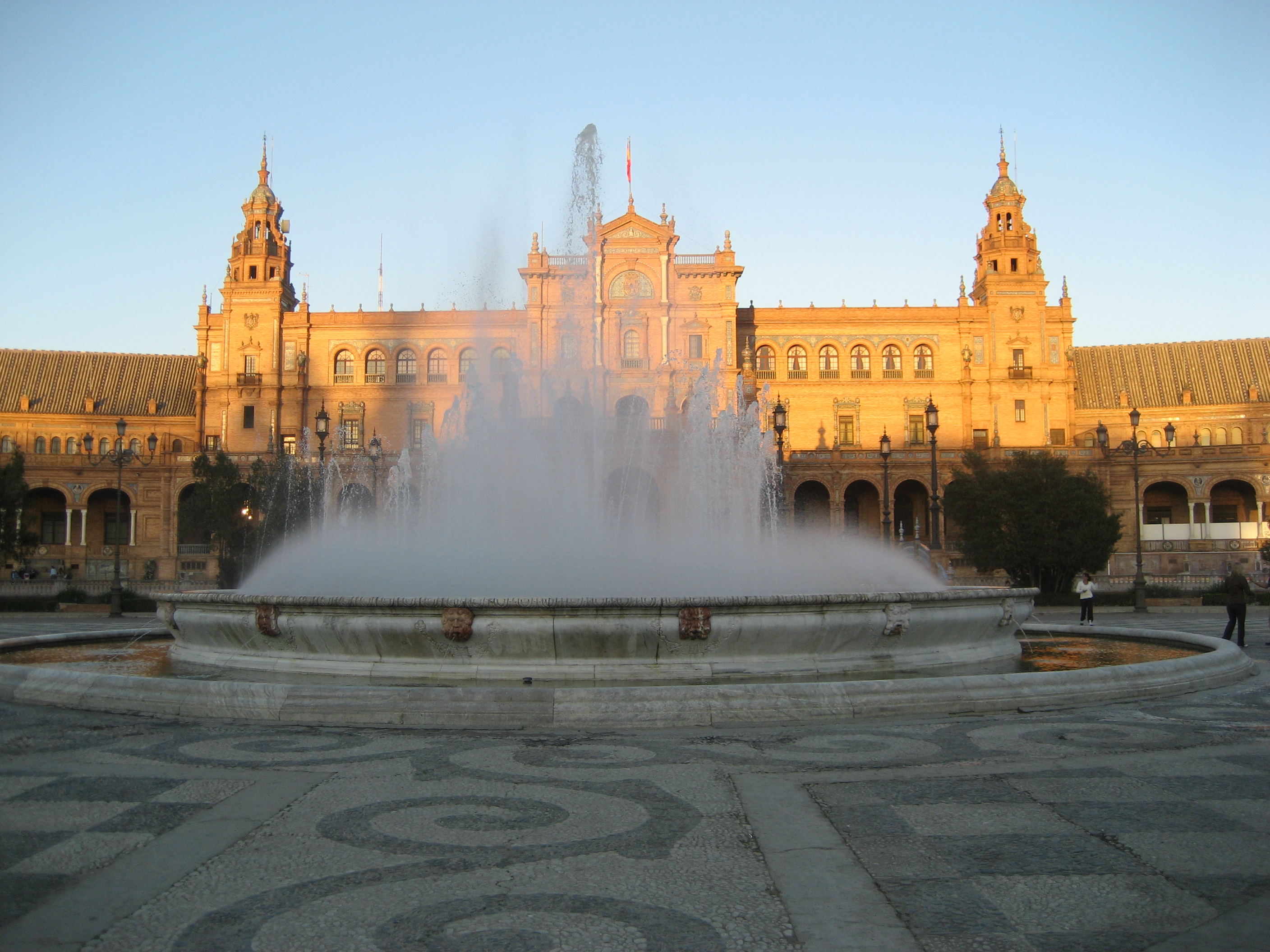
Fuente de la plaza.

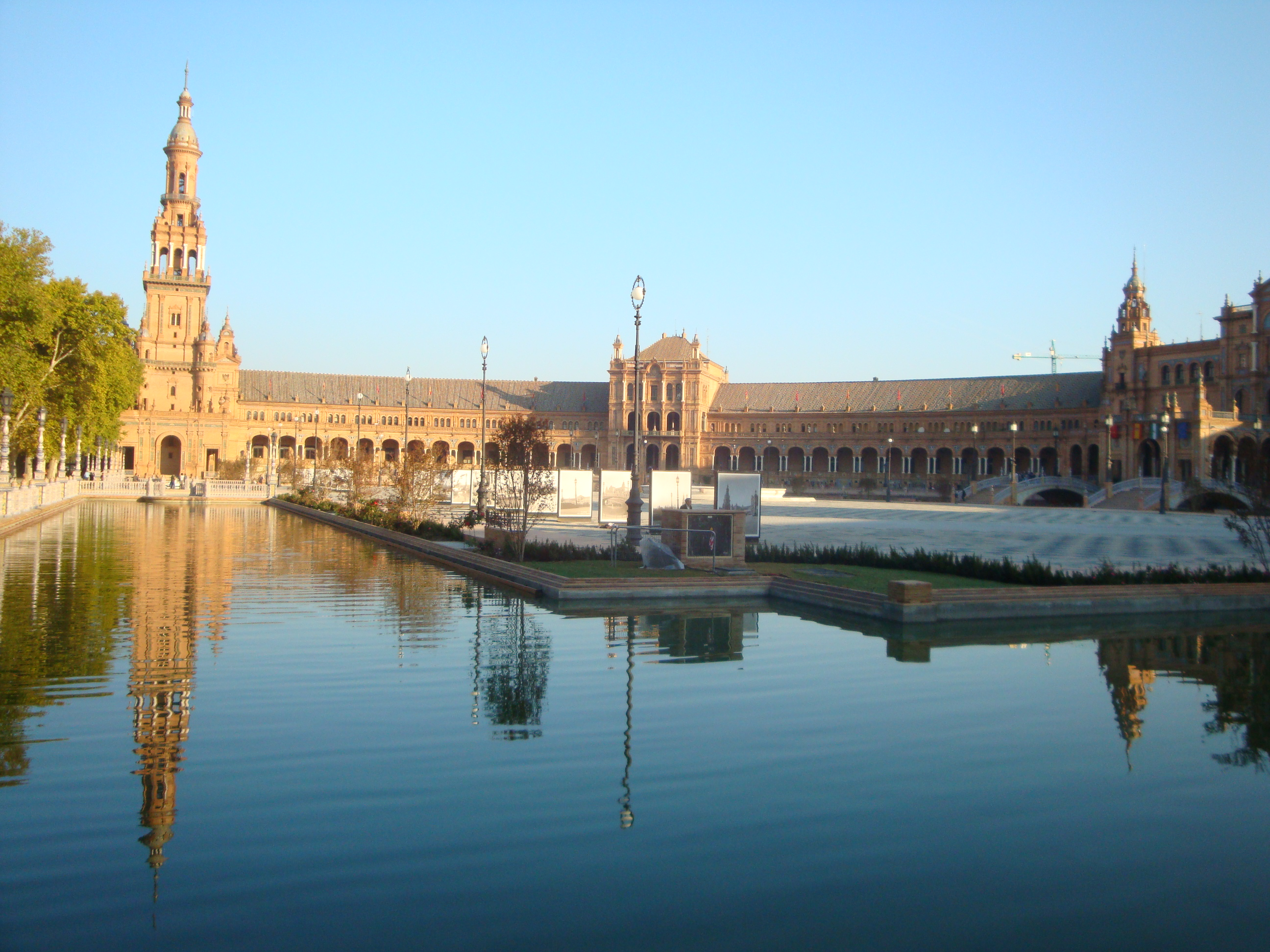
La torre norte con la ría.

Aníbal González asumió la ejecución del proyecto y realización de la plaza, en la que también trabajaron algunos de sus colaboradores como el ingeniero José Luis de Casso Romero y el arquitecto Aurelio Gómez Millán.
Las obras comenzaron en agosto de 1914. Por entonces se iniciaron los trabajos de explanación y movimiento de tierra.
En 1915 los trabajos se ralentizaron y solo se ejecutó la construcción de la ría. También se decidió no llevar a cabo las edificaciones que cerraban el acceso al parque por la glorieta de San Diego.
En una de las visitas de Alfonso XIII a Sevilla, el 14 de diciembre de 1915, sugirió que la Plaza de España fuese una edificación permanente que pudiese ser utilizada después del certamen.

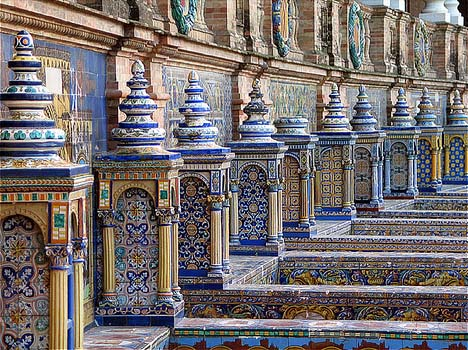
Fila de bancos. Se aprecian las estanterías de cerámica.

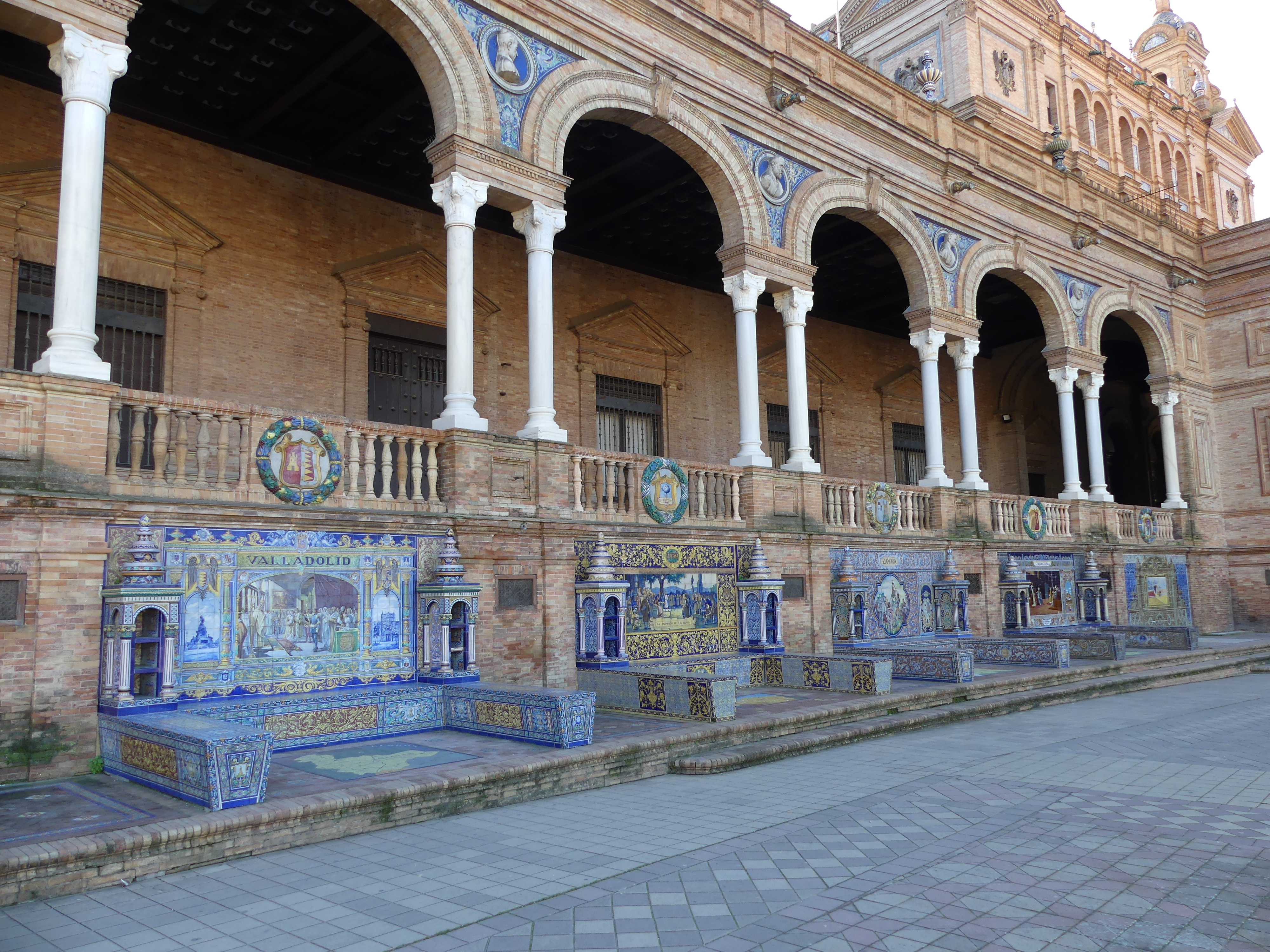
Bancos dedicados a las provincias de Valladolid, Vizcaya, Zamora y Zaragoza. En las enjutas de los arcos se aprecian medallones con retratos.

El proyecto definitivo, que se corresponde con el realizado, salvo pequeñas modificaciones, fue realizado por Aníbal González en 1918, cuando ya se había decidido que sus edificaciones fueran utilizadas como Universidad Obrera con la Escuela de Artes y Oficios en el centro, las naves laterales adyacentes destinadas a talleres de aprendizaje, más allá se levantarían los edificios de las denominadas puertas de Aragón y Navarra, que se situarían en el centro de las curvas y en los extremos de la zona edificada se proyectaron los museos Artístico e Industrial, con planta rectangular. El conjunto se remataba con las torres Norte y Sur. Los puentes quedaban reducidos a cuatro desde los ocho previstos. En el muro exterior de los edificios se planearon bancos revestidos de cerámica de las 48 provincias españolas, sin incluir la de Sevilla, en forma de palcos en “U’’.
De 1914 a 1920 las obras avanzaron muy lentamente. Hubo concursos que quedaron desiertos debido a huelgas de albañiles y la subida de precios de materiales de construcción.
En 1919, se terminaron la ría y los puentes que la atravesaban, se continuaron los trabajos en la mayoría de los sectores, con la construcción de los muros de fábrica de ladrillo en los talleres y galerías, y se iniciaron las excavaciones de cimentación de la torre Norte.
En abril de 1920 Aníbal González realizó un informe donde se explica que ya estaba casi terminada la balaustrada y las farolas que iban junto a la ría y que se había realizado como muestra el banco de la provincia de Córdoba.
En 1923 se estaban colocando los elementos de cerámica del edificio central, lo que indica que ya estaba prácticamente terminado el exterior del mismo.
Entre septiembre de 1923 y junio de 1924 se produjeron retrasos en las obras por su enorme coste y por algunas modificaciones que se hicieron para dotar a la plaza de mayor grandiosidad.
A finales de 1925, ante la evidencia del retraso acumulado y la dificultad para cumplir las fechas previstas para la finalización de los trabajos de la exposición. Miguel Primo de Rivera, quiso dar un impulso a las obras, con el nombramiento el 21 de diciembre de ese año de José Cruz Conde, como comisario regio, al que le añadió también el cargo de gobernador civil de Sevilla para reforzar sus poderes.
En 1926 dimitió Aníbal González de sus cargos en la exposición y abandonó el proyecto, cerrado en todos sus elementos fundamentales. Con él se marchó también su ayudante, Aurelio Gómez Millán. Pedro Sánchez Núñez se hizo cargo de las obras que quedaban por realizar en la plaza.
Entre 1923 y 1926 las torres Norte y Sur fueron creciendo en altura. La Academia de Bellas Artes se opuso a la construcción de las torres, ya que podían rivalizar con la Giralda.
En octubre de 1926 la Puertas de Aragón estaba ya casi terminada y la Puerta de Navarra carecía de la cubierta.
El primer documento de Vicente Traver, nuevo arquitecto director de la exposición, sobre esta plaza data del 10 de julio de 1928 y es sobre los adornos cerámicos de los bancos que representaban las diferentes provincias españolas.

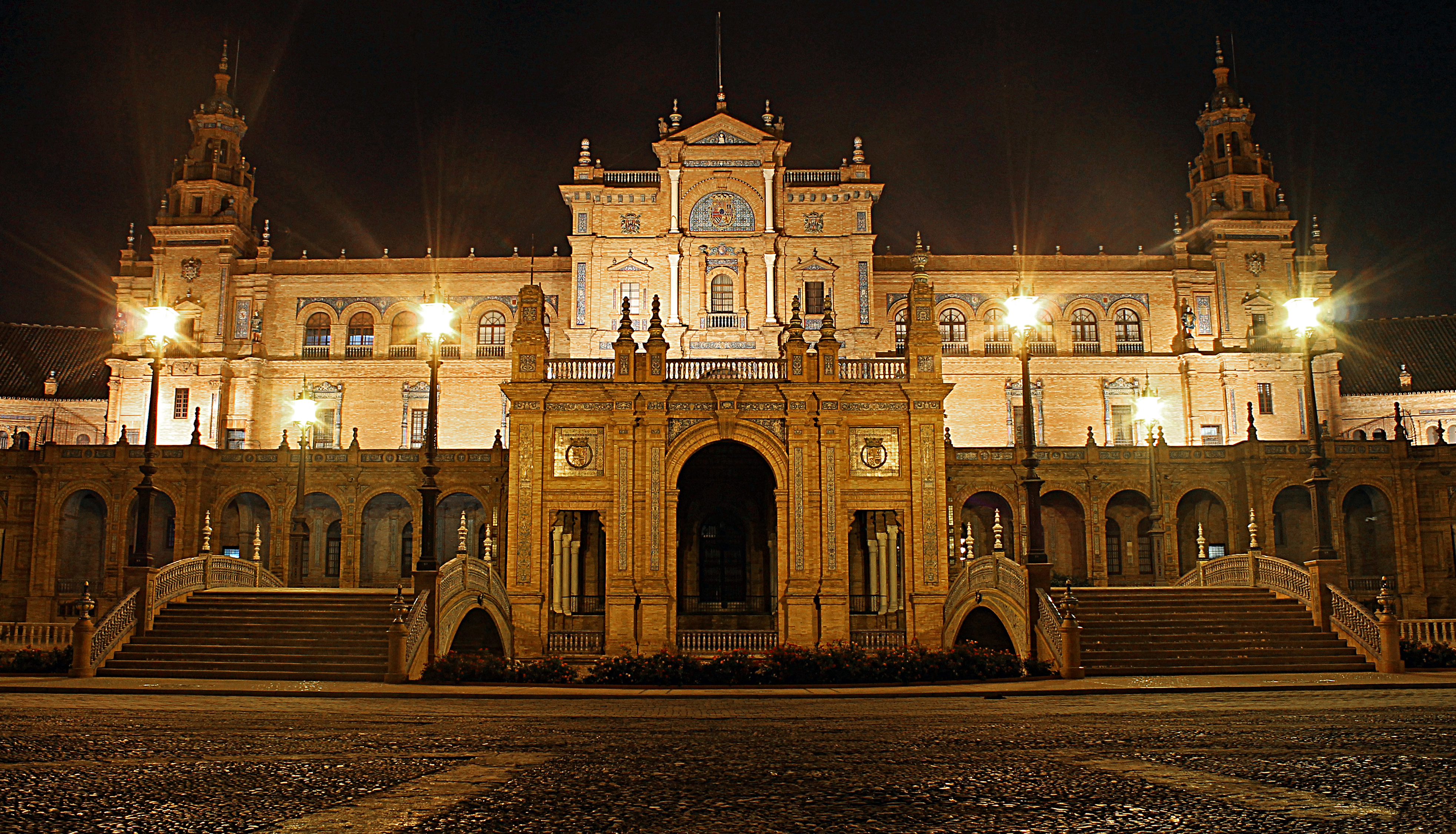
La plaza de noche.

1927 fue el año del impulso final, las obras, que en apariencia parecían terminadas, requerían aún multitud de trabajos por realizar y se aprobaron los proyectos de cerrajería, carpintería, acondicionamiento de espacios, revestimientos, trabajos en los exteriores y la mayor parte de las instalaciones.
Durante 1928, la actividad continuó de modo semejante al del año anterior y ya se podían apreciar varios edificios prácticamente terminados. En febrero, se informaba al comisario regio que en el edificio central todos los trabajos estaban concluidos a excepción de dos salones de la planta de honor y sus correspondientes en la planta de basamento. En mayo, ya se había acabado el trabajo de pintura de ese edificio, lo que era señal de que estaba prácticamente terminado y permitió que ese mismo mes, la dirección de las obras hiciese su entrega oficial al Comité de la Exposición. Mientras tanto los trabajos de decoración de las Puertas de Navarra y de Aragón seguían su marcha, aunque, con evidente retraso.
El presupuesto previsto en 1914 ascendió a 628 500,70 pesetas. En 1929 había alcanzado las 15 310 365 pesetas. Tras añadir otros gastos de última hora, el coste rebasó los 17 millones de pesetas.
El 9 de mayo de 1929 se realizó en la Plaza de España la ceremonia de inauguración de la Exposición Iberoamericana con la presencia de Alfonso XIII, Victoria Eugenia y demás autoridades.

## Diseño y descripción

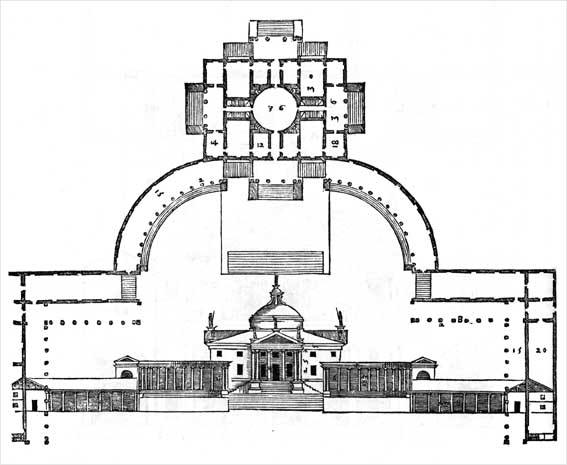
Proyecto de Villa Trissino, en Los cuatro libros de la arquitectura de Palladio de 1570.

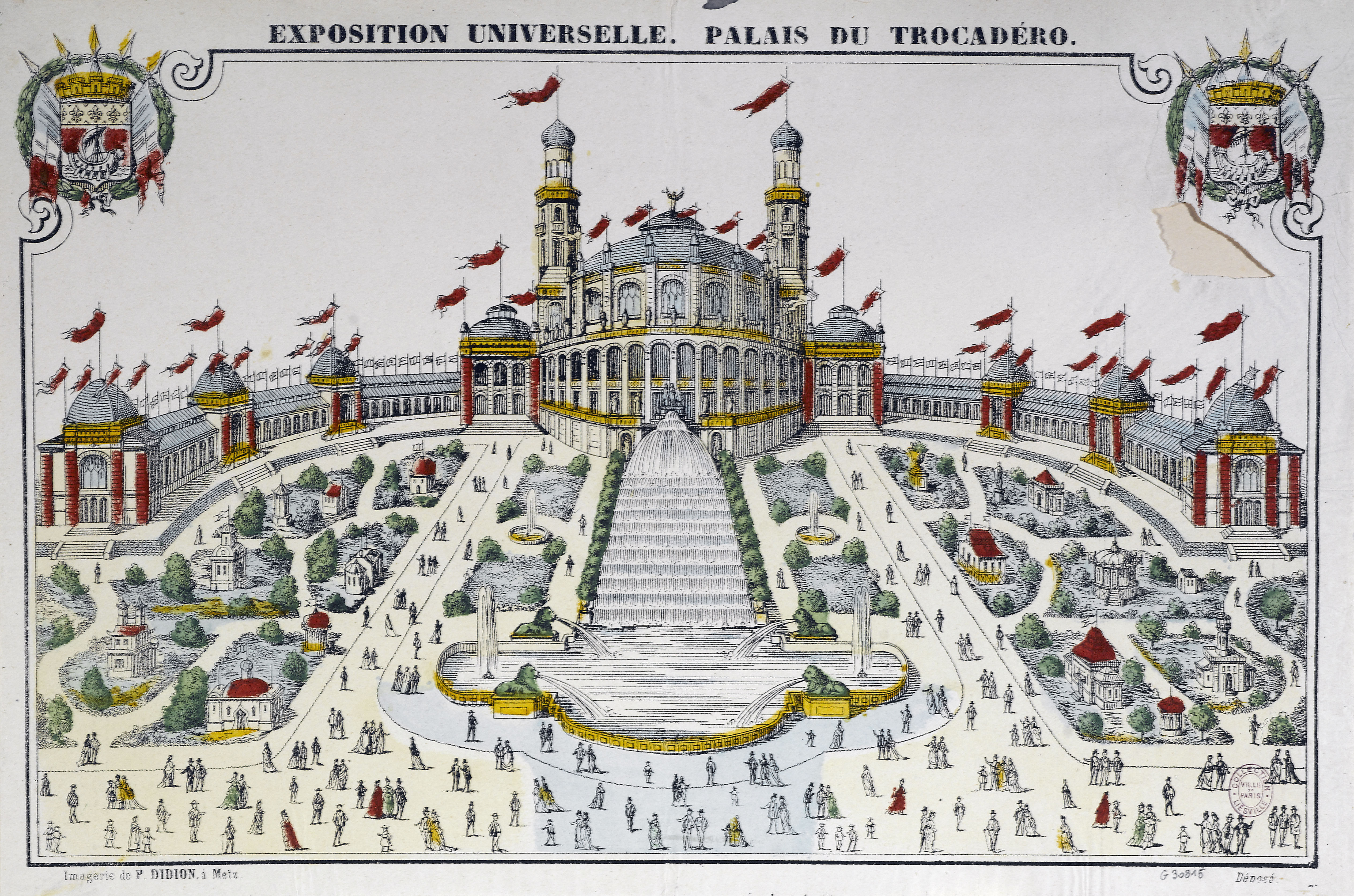
Palacio del Trocadero de París. Grabado coloreado que se encuentra en el Museo Carnavalet.

Según el académico Víctor Pérez Escolano, la planta de la plaza guarda una fuerte relación con las villas de Andrea Palladio, como la Villa Trissino de Meledo y la Villa Badoer de  Fratta Polesine, que aparecen en el tratado Los cuatro libros de la arquitectura del siglo XVI.
El diseño de un palacio con fachada convexa con una fuente enfrente había sido usado ya por Gabriel Davioud y Jules Bourdais en el Palacio del Trocadero para la Exposición Universal de París de 1878. En 1913 tuvo lugar la Exposición Universal de Gante, que recibía a los visitantes con un edificio con una cúpula flanqueado por brazos curvos.
Aníbal González escribió sobre la plaza lo siguiente:

Me he inspirado en el Renacimiento español. Claro está que modernizándolo, interpretándolo, según la idea fundamental, por decirlo así, que me ha servido de norma para cuanto he realizado en Sevilla. Y este secreto estriba en que en Sevilla, la patria del color, el color debe tratarse de modo que realce los valores de la construcción. Y, para ello, la cerámica es un elemento ideal, sin olvidar la armonía obtenida por el juego de otros elementos.

Su superficie total es de 50 000 m² aproximadamente, de los que 19 000 están edificados y los 31 000 restantes son espacio libre.
Aníbal González llamaba a los edificios de los extremos Museo Artístico y Museo Industrial respectivamente, con sus torres anexas, y al edificio de en medio Edificio Central. Entre los museos y el edificio central hay otras dos estructuras que tienen escaleras monumentales y que reciben los nombres de Puerta de Aragón y Puerta de Navarra.
Dispone de una ría de 15 metros de ancho y 500 metros desarrollo con cuatro puentes dedicados a los reinos de Aragón, Castilla, León y Navarra.
La ría puede ser recorrida en barcas de alquiler.
En los bordes de la ría hay balaustradas. Originalmente eran todas de cerámica con farolas de este material. Sin embargo, en 1946, y dado su avanzado estado de deterioro, fueron sustituidas las del interior de la plaza por otras de mármol rojo. Las balaustradas frontales exteriores de la plaza se mantuvieron de cerámica y fueron restauradas en 2009.
La construcción está jalonada por 48 bancos revestidos de cerámica y dedicados a provincias de España por orden alfabético (Cantabria, Navarra, Asturias y La Rioja en función del nombre de su capital). Son cuatro tramos de bancos, con doce cada uno. Cada banco tiene un gran panel como espaldar que representa un evento de cada provincia y en el suelo hay un mapa de ese territorio. En los lados de cada banco hay sendas librerías. Sobre cada banco está el escudo provincial correspondiente.
Las provincias están en el siguiente orden y representan estos eventos:
| - Álava: Entrega del territorio a Alfonso XI de Castilla el 2 de abril de 1332 - Albacete: Batalla de Almansa del 25 de abril de 1707 - Alicante: Amílcar Barca en Akra Leuké - Almería: Conquista por los Reyes Católicos en 1489 - Ávila: Ximena Blázquez levantando el cerco de los musulmanes en el siglo XII - Badajoz: Conquista por Alfonso IX de León en 1230 - Baleares: Juramento de los privilegios del reino por Jaime II de Mallorca - Barcelona: Recibimiento de los Reyes Católicos a Cristóbal Colón en 1493 - Burgos: Jura de Santa Gadea - Cáceres: Jura de los fueros por los Reyes Católicos - Cádiz: Promulgación de la Constitución de 1812 - Canarias: Cristóbal Colón con sus barcos en Las Palmas de Gran Canaria en 1492 - Castellón: el Papa Luna con Fernando I de Aragón, acompañado por San Vicente Ferrer, en 1414 - Ciudad Real: Don Quijote y Sancho frente a los molinos de viento - Córdoba: Conquista por Fernando III el Santo en 1236 - La Coruña: Carlos I embarca para Alemania en 1520 - Cuenca: Conquista por Alfonso VIII de Castilla en 1177 - Gerona: Rendición de Gerona a los franceses tras una heroica resistencia en 1809 - Granada: Boabdil entrega las llaves a los Reyes Católicos en 1492 - Guadalajara: Boda de Felipe II con Isabel de Valois en 1560 - Guipúzcoa: Jura de los fueros por Alfonso VIII de Castilla en 1200 - Huelva: Partida de Cristóbal Colón de Palos de la Frontera en 1492 - Huesca: Cien cristianos de Pano en el monte Uruel en los inicios de la Reconquista - Jaén: Batalla de Bailén del 19 de julio de 1808 - León: Alfonso VII de León es proclamado emperador - Lérida: Juan II de Aragón envía a Carlos de Viana a prisión en 1460 - La Rioja: Berenguela renuncia a la corona en favor de su hijo Fernando III el Santo en 1217 | - Lugo: Conquista por Alfonso I de Asturias en 755 - Madrid: Levantamiento del 2 de mayo de 1808 - Málaga: Conquista de Málaga por los Reyes Católicos en 1487 - Murcia: Copia de la cántiga de Alfonso X el Sabio a la Virgen de la Arrixaca - Navarra: Sancho Garcés III de Pamplona reparte su reino en 1035 - Orense: Rodrigo Alonso Pimentel, conde de Benavente, ataca la ciudad y los vecinos resisten en la catedral en el siglo XV - Asturias: Pelayo jura defender las tradiciones de su pueblo antes de la victoria en el siglo VIII - Palencia: Alfonso VIII de Castilla funda el estudio general hacia 1208 - Pontevedra: defensa contra los franceses en 1809 - Salamanca: Cristóbal Colón explica su plan de llegar a las Indias navegando hacia el oeste - Cantabria: Recibimiento de Margarita de Austria en Santander en 1497 - Segovia: Concordia entre los Reyes Católicos en 1475 - Soria: Último día de Numancia - Tarragona: Cena con Jaime I el Conquistador extraída del Libro de los hechos - Teruel: Reunión de Jaime I el Conquistador con los nobles - Toledo: Conquista de Toledo por Alfonso VI de León en 1085 - Valencia: Entrada de Jaime I el Conquistador en 1238 - Valladolid: Boda de los Reyes Católicos el 19 de octubre de 1469 - Vizcaya: Capitulación en las guerras de bandos celebrada en el árbol de Guernica en 1394 - Zamora: Toma de Toro por Fernando el Católico en 1476 - Zaragoza: Compromiso de Caspe de 1412 |

Sevilla, por ser la anfitriona de la exposición, no dispone de banco propio, pero al principio y al final de cada tramo hay paneles con las siguientes escenas costumbristas de la provincia:
- Toros y cabestros en el campo guiados por un garrochista[4]
- Baile de los Seises en la Catedral de Sevilla[4]
- Procesión del Cristo de la Expiración en Semana Santa por el Puente de Triana[4]
- Regreso de las carretas de la Romería del Rocío[4]
- Celebración de las Cruces de Mayo[4]
- Feria de ganado en el Prado de San Sebastián de Sevilla[4]
- Las cigarreras en la Real Fábrica de Tabacos de Sevilla[4]
- Un toro saliendo del toril en una plaza[4]

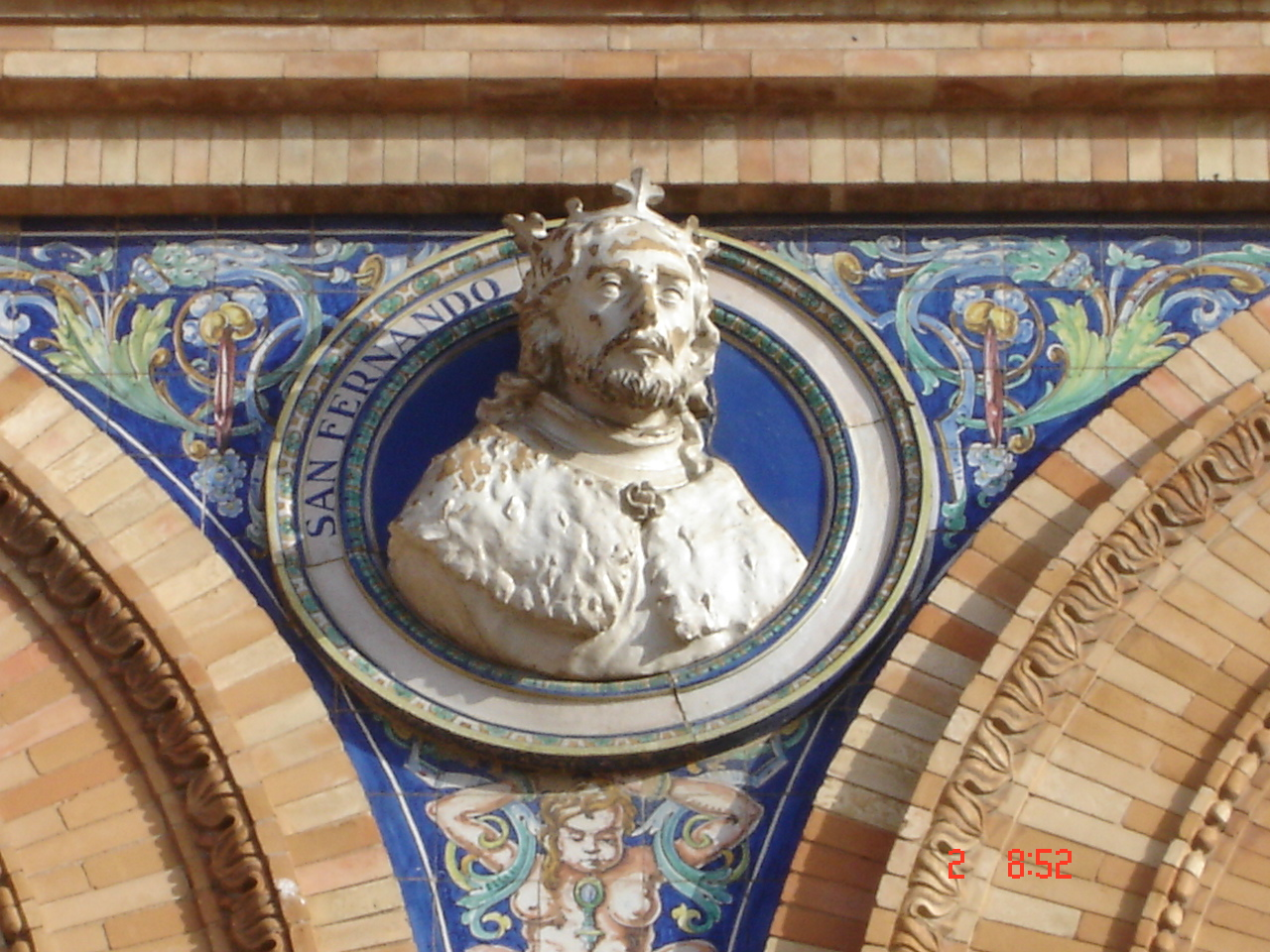
Medallón de San Fernando.

Como ocurre en la Plaza Mayor de Salamanca desde el siglo XVIII, en las enjutas de los arcos que recorren la plaza sevillana se distribuyen medallones con retratos en blanco sobre fondo azul. Son un total de 52 relieves cerámicos. Los representados se destacaron en la historia de España: Séneca, San Isidoro, Don Pelayo, El Cid Campeador, Jaime I el Conquistador, Fernando III el Santo, Raimundo Lulio, Alfonso X el Sabio, Cristóbal Colón, Antonio de Marchena, los hermanos Pinzón, Isabel la Católica, Gonzalo Fernández de Córdoba, Luis Vives, el cardenal Cisneros, Carlos I, Hernán Cortés, Francisco Pizarro, Fernando de Magallanes, Bartolomé de las Casas, fray Luis de León con fray Luis de Granada, Diego Hurtado de Mendoza, Fernando de Rojas, San Francisco Javier, Santa Teresa de Ávila, San Juan de la Cruz, Felipe II, El Greco, Lope de Vega, Diego Velázquez, Francisco de Quevedo, Calderón de la Barca, Miguel de Cervantes, Luis de Góngora, Alonso de Ercilla, Juan Martínez Montañés, José de Ribera, Bartolomé Esteban Murillo, Francisco de Zurbarán, Alonso Cano, Tomás Luis de Victoria, Francisco de Goya, Mariano Álvarez de Castro, Mariano Fortuny, Eduardo Rosales, Emilio Castelar, Jacinto Verdaguer, Marcelino Menéndez Pelayo, Andrés Manjón y Manjón y Joaquín Sorolla.
Las galerías cubiertas tienen artesonados de madera neomudéjares, con figuras geométricas y escudos heráldicos intercalados.
Las torres Norte y Sur miden 70 metros de altura.

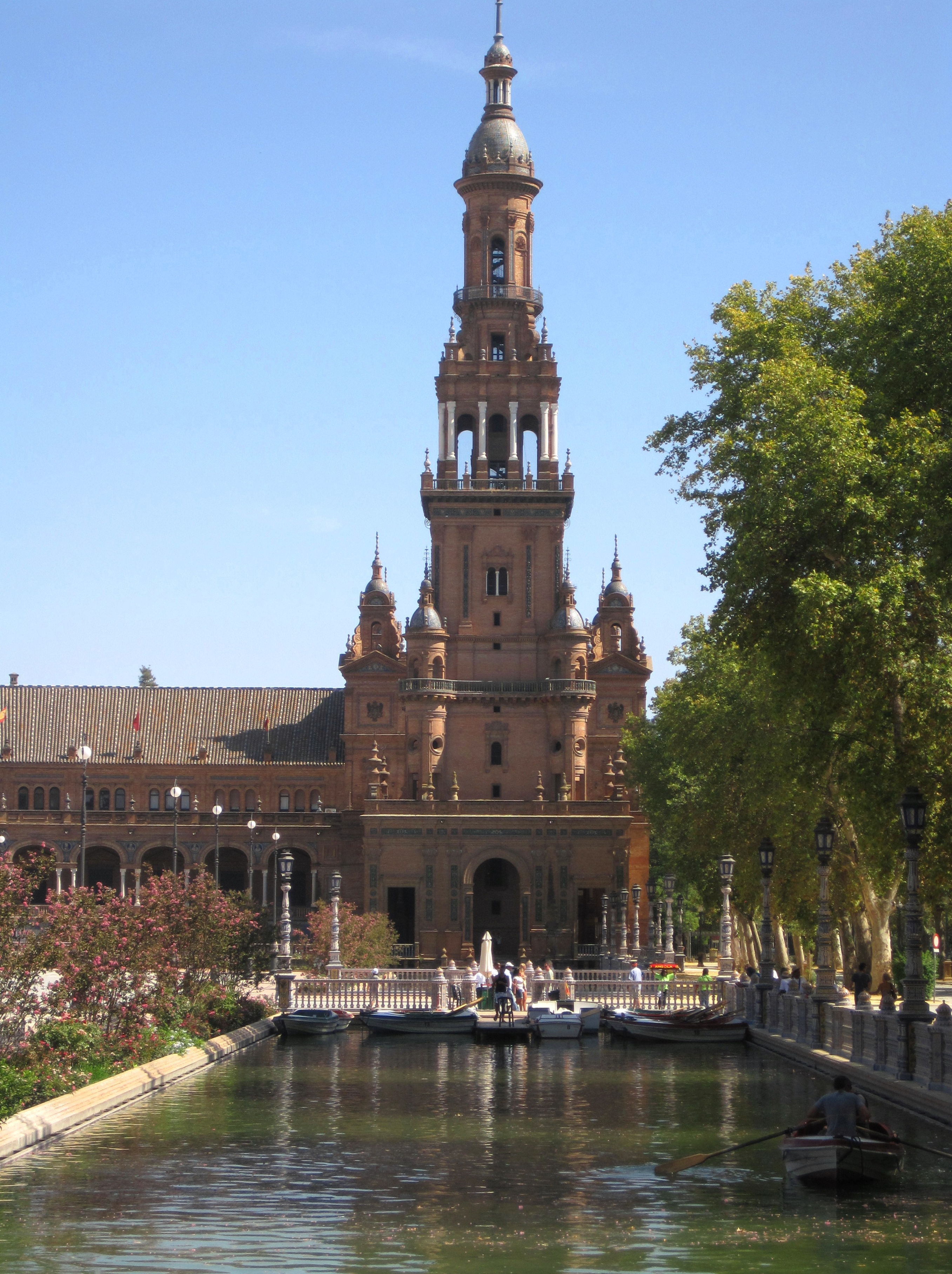
Torre Sur con la ría

Uno de los artífices de la decoración de la plaza fue Pedro Navia Campos que realizó 2 escudos de Sevilla para las puertas de Aragón y Navarra respectivamente, buena parte de los 48 medallones, 24 águilas bicéfalas con el escudo de Carlos I y cuatro estatuas de heraldos que se encuentran en el edificio central.

## Utilización y destino

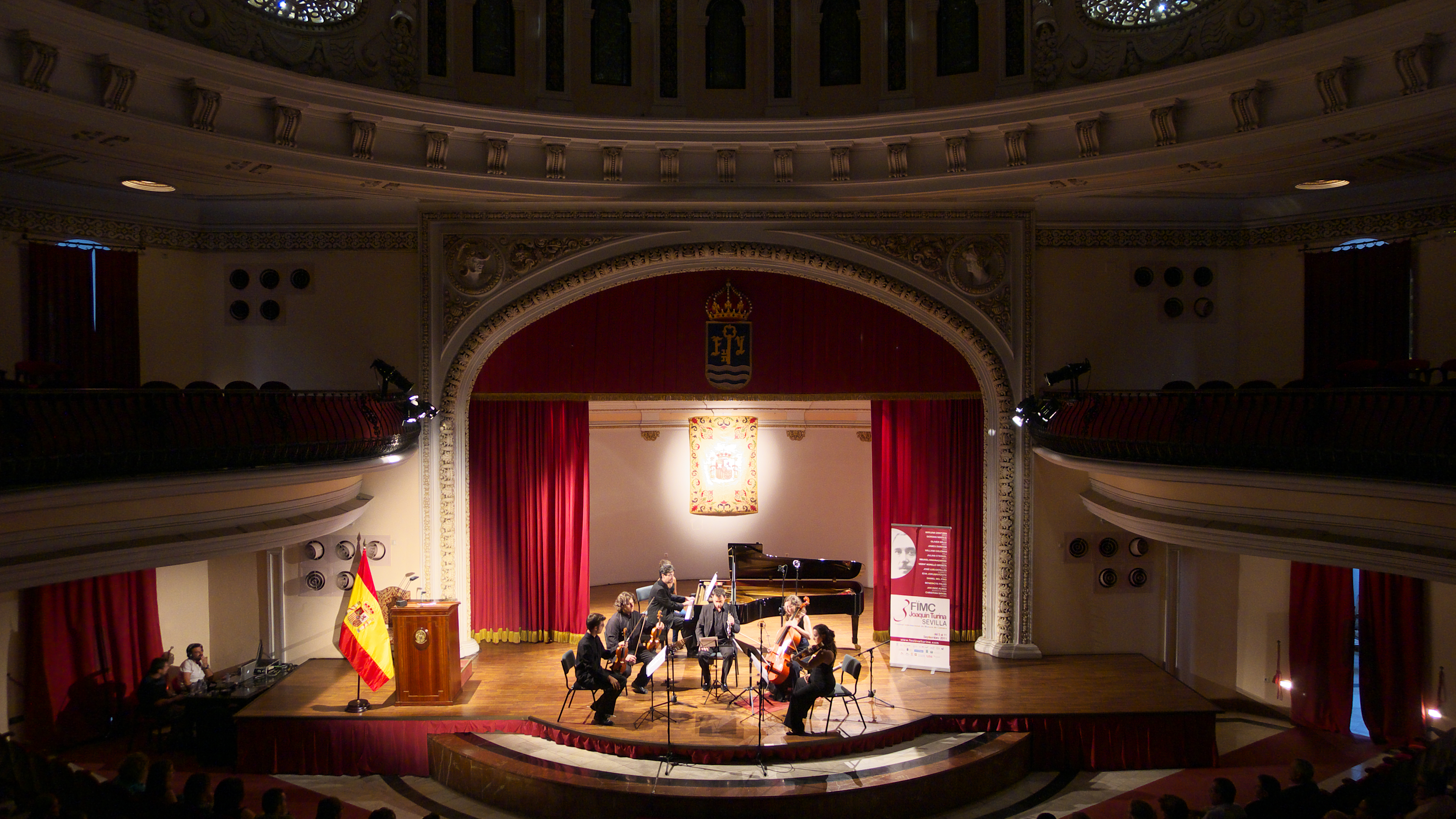
Sala de teatro en el interior del edificio

Desde 1917 se pensó en que, después de la exposición, la plaza serviría para acoger un centro de formación de grados intermedios de ejercicio laboral, con el nombre de Universidad Obrera.
En 1924 se quiso instalar en Valladolid una Universidad Hispano-Americana. Luego se propuso que el Palacio de Ciencias y Letras de Sevilla, proyectado por Aníbal González en 1917 para la formación académica, albergase esa universidad y que la Plaza de España acogiese el Colegio Mayor Hispano-Americano. Sin embargo, el proyecto no prosperó.
En 1927 se adaptó el edificio norte de la plaza para que pudiera servir como escuela industrial.
En 1936 el general Gonzalo Queipo de Llano destinó toda la plaza a oficinas del Estado.
En 1936 el cuartel de la II División Orgánica estaba en la Plaza de la Gavidia, en donde actualmente está la Consejería de Justicia de la Junta de Andalucía. En 1937 se trasladó el mando militar de la región al edificio central de la Plaza de España, por lo que pasó a ser conocido como la Capitanía General. Durante la guerra civil se habilitaron como prisiones el cine Jáuregui, el barco de vapor Cabo Carvoeiro, el cine Lumbreras, los sótanos de la Plaza de España y estancias de la Comandancia de Marina.
En la actualidad en la Torre Sur se encuentra la Delegación del Gobierno de España en Andalucía y en la Torre Norte se encuentra la Subdelegación del Gobierno de España en Sevilla. En el edificio central, conocido como la Capitanía General, se encuentra el Cuartel General de la Fuerza Terrestre del Ejército de Tierra desde 2005.
El 17 de diciembre de 1992 abrió al público el Museo Histórico Militar de Sevilla en esta plaza.
Por la parte de la plaza que da al Prado de San Sebastián se accede a la Biblioteca Militar. Tiene 450 m² y 38 000 obras, de las cuales 8 299 son anteriores a 1901.
También es de destacar la existencia de una sala de teatro dentro de la Capitanía General.
El 26 de octubre de 2018 tuvo lugar aquí una reunión del Consejo de Ministros.
El 28 de octubre de 2021 tuvo lugar en el edificio de la Capitanía General la entrega de premios anual de la revista Elle.
En junio de 2022 tuvo lugar en la plaza un desfile de moda de Dior.

### Conciertos
En diciembre de 2018 tuvo lugar un concierto de Antonio Orozco en la plaza.
En 2019 tuvo lugar en el Palacio de Exposiciones y Congresos Fibes la entrega de los premios europea de MTV. Con motivo de esto, la cadena musical organizó en la Plaza de España un concierto del grupo Green Day.
En 2021 empezó a celebrarse en la plaza el festival de música Iconica, de carácter anual. En la edición del festival de 2021 actuó el cantante Raphael, en 2022 el grupo Deep Purple, en 2023 el grupo Scorpions, en 2024 el cantante Tom Jones. y en 2025 el Kylie Minogue.
En noviembre de 2023 tuvo lugar en Fibes la entrega de los Premios Grammy Latinos. Con motivo de esto, la plaza acogió una semana de conciertos con el nombre de Santalucía Universal Music Week. Uno de ellos fue de Lola Índigo y otro fue de Antonio Orozco. Otro de estos espectáculos se tituló El Flamenco es Universal y actuaron Sara Baras, Manuela Carrasco y José Mercé, entre otros.

### Escenario de películas y series
Entre las producciones más destacadas rodadas en este lugar se encuentran:
- Lawrence de Arabia (1962): la plaza representaba el cuartel general del ejército británico en El Cairo.[53]
- El viento y el león (1975): protagonizada por Sean Connery, aparece la plaza como si se tratase de un lugar marroquí mientras unas tropas desfilan.[53]
- Star Wars Episodio II: El Ataque de los Clones (2002): de la saga de La Guerra de las Galaxias, la plaza representa el palacio real del planeta Naboo, aunque el escenario de la filmación fue modificado digitalmente.[54]
- El dictador (2012): dirigida y protagonizada por Sacha Baron Cohen, la plaza es la mansión de un dictador musulmán modificada digitalmente.[55]

También se han rodado otras cintas menos conocidas como: María de la O (1936), La reina mora (1937), Tierra y cielo (1941), Ídolos (1943), ¡Olé torero! (1948), Jalisco canta en Sevilla (1949), La hermana San Sulpicio (1952), Sucedió en Sevilla (1954), La cruz de mayo (1955), La reina mora (1955), Congreso en Sevilla (1955), Saeta del ruiseñor (1957), Pan, amor y... Andalucía (1958), El hincha (1958), La mujer y el pelele (1959), Tommy the Toreador (1959), Esencia de misterio (1959), La fuente mágica (1963), Los duendes de Andalucía (1966), La novicia rebelde, Manuel y Clemente (1986) y Ocho apellidos catalanes (2015).
En 2015 se rodó en la plaza la producción de Bollywood Akhil (2015).
En la serie de anime Magic-kyun! Renaissance (2016) dibujos inspirados en la plaza y el Parque de María Luisa representan una escuela de magia.
En 2017 la Academia de Cine Europeo eligió esta plaza como Tesoro de la Cultura Cinematográfica Europea, distinción que otorga a espacios y localizaciones cinematográficas de naturaleza simbólica de gran valor histórico para el cine.
También aparece como si fuera el palacio de Minos en la serie Kaos de Netflix, estrenada en 2024.

Panorámica de la plaza de España

## La restauración entre 2002 y 2010
La plaza de España fue objeto de un importante proceso de restauración que comenzó en 2002 y finalizó el 17 de octubre de 2010 con una serie de actos conmemorativos para su reinauguración.
Los elementos de cerámica fueron restaurados por el taller Plaza de España, creado por Patrimonio del Estado, el Servicio Andaluz de Empleo y el Ayuntamiento de Sevilla. Se tuvieron que sustituir por réplicas casi un 25% de los azulejos de los bancos de provincias, así como el 90% de las librerías y balaustradas de cerámica. Se hicieron 20 farolas de cerámica para la balaustrada exterior, que habían desaparecido en fecha indeterminada.
Mientras duraron las obras de restauración la ría de la plaza estuvo seca. Durante este tiempo fue impermeabilizada. Luego, volvió a llenarse. Se incorporó una estación de tratamiento de aguas realizada por EMASESA y Befesa. El agua es renovada y usada luego para el riego del parque de María Luisa. El agua para llenar la ría procede de un pozo que se encuentra cerca de la Torre Sur.
En 2009 Antonio Jaramillo Morilla y Emilio José Mascort Albea, profesores de Ingeniería del Terreno de la Escuela Superior de Arquitectura de Sevilla, hicieron un estudio independiente que señalaba que antes de construir la plaza se había realizado la ría. El estudio indicaba que el secado de la ría para la restauración había provocado la inclinación de las dos torres 12 y 5 centímetros respectivamente. En 2006 se hizo un recalce con micropilotes de diez metros en la torre Norte, que según Jaramillo era insuficiente. Este profesor también consideraba un error impermeabilizar la ría.

## Gestión y proyectos
Los edificios y la galería correspnden a la Administración Central y el resto de la plaza es del Ayuntamiento.
En 2023 la plaza fue declarada bien de interés cultural y los montajes para eventos en el lugar empezaron a ser criticados por desvirtuar el entorno. En diciembre de ese año el Ayuntamiento anunció que no los permitiría en adelante.
También ha habido críticas por el progresivo deterioro del entorno. La firma de un contrato en 2021 para la conservación de la plaza entre el Ayuntamiento y una empresa, de dos años de duración, no puso fin al menoscabo.
En febrero de 2024 el alcalde de Sevilla, José Luis Sanz, propuso cerrar la plaza y cobrar entradas para invertir la recaudación en una escuela taller de cerámica que se encargase de la mantener en buen estado el monumento. Para cerrarla era preciso un acuerdo con el Estado, que se negó.